# 20135 Juels
20135 Juels este un asteroid din centura principală de asteroizi.

## Descriere
20135 Juels este un asteroid din centura principală de asteroizi. A fost descoperit pe 7 mai 1996 la Prescott (Arizona) de Paul G. Comba. El prezintă o orbită caracterizată de o semiaxă mare de 3,08 ua, o excentricitate de 0,15 și o înclinație de 0,9° în raport cu ecliptica.